# Jingūji Nao
Jingūji Nao (神宮寺 ナオ (Thần-Cung-Tự Trực) 15 tháng 2 năm 1997 –) là một nữ diễn viên khiêu dâm người Nhật Bản. Cô thuộc về công ti Cruise Group.

## Sự nghiệp
Tháng 10/2017, cô ra mắt ngành phim khiêu dâm với phim "Sinh viên tốt nghiệp Jingūji Nao ra mắt ngành phim khiêu dâm, 20 tuổi, chưa từng quan hệ, buổi quay hồi hộp đầu tiên không cắt" (処女卒業 AVデビュー 神宮寺ナオ 20歳 経験人数は0人 緊張の初撮影完全ノーカット).
Từ tháng 6/2019, cô trở thành nữ diễn viên độc quyền của Madonna, và từ tháng 11 cô kí hợp đồng độc quyền với Honnaka và trở thành nữ diễn viên độc quyền cho hai hãng phim này.
Năm 2019, cô đóng phim lần đầu với phim Virgin kyôsôkyoku: Sore yuke junpaku pantsu! (đạo diễn bởi Haruhi Oguri).
Tháng 5/2020, cô chuyển hãng phim từ Honnaka sang Moodyz và trở thành nữ diễn viên độc quyền của Madonna và Moodyz.
Tháng 8/2021, cô xếp thứ 29 trong "Bảng xếp hạng FLASH 2021 diễn viên nữ gợi cảm chọn bởi 300 độc giả". Tháng 8 cùng năm, cô xếp thứ 6 trong thông cáo hàng tháng của FANZA "Diễn viên khiêu dâm này thật tuyệt! mùa hè 2021".
Tháng 5/2022, cô xếp thứ 20 trong bảng "bầu cử nữ diễn viên phim khiêu dâm SEXY đang hoạt động 2022" của Asahi Geino. Ngày 13-14/9 cùng năm, cô xuất hiện với tư cách ca sĩ tại "Buổi kỉ niệm 10 năm Millegen LIVE Sweet Memories" được tổ chức tại Ruido Harajuku ở Tokyo.
Trong bảng xếp hạng sàn video FANZA hàng tuần ngày 21/11/2022, phim của cô "Hả? Cô ấy nóng tính ngoài đời, nhưng khi cô quan hệ với người bạn thân, người muốn trở thành FWB với cô, trong một buổi hẹn hò với những lời nói thầm quyến rũ, cô đã lên đỉnh liên tục tại một khách sạn gần đó Jingūji Nao" (あれ？外なのにおっきしてる 彼女が在宅の2日間、セフレ志願の彼女の親友と密着囁き誘惑デートで勃起させられたら即近くのホテルで何度も何度も中出ししまくった。 神宮寺ナオ).

## Đòi tư
Thể loại cô yêu thích là BL (đồng tính nam). Kĩ năng đặc biệt của cô là mê hoặc người khác. Cô đã thích xem anime từ khi còn là một đứa trẻ, nhưng khi học trung học cô đã bị cuốn hút vào nhạc K-POP trong một thời gian. Cô thích thể loại BL vì cái nhìn của thế giới đó không bị nhàm chán như trong thế giới giữa đàn ông và phụ nữ. Cô lớn lên trong vòng tay của người mẹ đơn thân và anh trai.
Lí do cô vào ngành là vì cô là một fujoshi yêu thích thể loại BL và hư cấu kì ảo. Khi cô tìm hiểu về nó, cô tìm thấy có nghề gọi là nữ diễn viên khiêu dâm, và cô đã tham gia công ti chủ quản hiện tại. Cái nhìn của cô về lần đầu tiên quay phim là những diễn viên và nhân viên hỗ trợ đều khá bình tĩnh, nhưng có vẻ trước đó cô đã tưởng tượng hơi quá về nghề này, nên cô "nói thật là...khá thất vọng".
Tên diễn của cô là do cô tự chọn, có nguồn gốc từ nhân vật yêu thích của cô "Jingūji Ren" trong manga "Uta no Prince-sama". Ban đầu cô muốn chọn tên một nhân vật khác, nhưng lúc đó đã có nữ diễn viên khiêu dâm dùng họ đó, nên cô đã chọn tên "Jingūji" vì cô cho rằng nó khá ngầu.
Cô không có kinh nghiệm diễn xuất, nhưng cô cảm thấy khá vui khi đọc kịch bản, và cô cảm thấy vui vì có thể diễn các vai khác nhau khi tự nghĩ ra các vai đó. Cô không giỏi đóng các phim thực tế ảo vì cô không thể giao tiếp với các nam diễn viên.
Khi cô diễn chung với các nữ diễn viên khác, cô lo lắng về núm vú của mình. Cô tự nhận bản thân là có ngực chảy xệ.
Nam diễn viên Matsumoto Yōichi khen ngợi khả năng diễn xuất của cô, nói rằng cô "có thể diễn chỉ với một đôi mắt".